# Pointe nord de Moming
Pour les articles homonymes, voir Moming (homonymie).
La pointe nord de Moming est un sommet des Alpes valaisannes, en Suisse, situé dans le canton du Valais, qui culmine à 3 863 m d'altitude.
La pointe nord de Moming est située entre le Zinalrothorn au sud-ouest et le Schalihorn au nord-est. Elle est séparée de la crête sud de Moming, au sud, par le col de Moming. Elle domine le névé du glacier de Hohlicht (de) et la vallée de Zermatt à l'est et le glacier de Moming à l'ouest.